# Хергац
Хергац (њем. Hergatz) општина је у њемачкој савезној држави Баварска. Једно је од 19 општинских средишта округа Линдау (Бодензе). Према процјени из 2010. у општини је живјело 2.321 становника. Посједује регионалну шифру (AGS) 9776131.

## Географски и демографски подаци
Хергац се налази у савезној држави Баварска у округу Линдау (Бодензе). Општина се налази на надморској висини од 550–630 метара. Површина општине износи 18,8 km². У самом мјесту је, према процјени из 2010. године, живјело 2.321 становника. Просјечна густина становништва износи 123 становника/km².